# Adrien Truffert
Adrien Truffert (Lieja, Bélgica, 20 de noviembre de 2001) es un futbolista francés que juega de defensa en el AFC Bournemouth de la Premier League.

## Trayectoria
El 28 de mayo de 2020 firmó su primer contrato como profesional con el Stade Rennais, debutando en la Ligue 1 el 19 de septiembre de 2020, en un partido frente al A. S. Monaco, convirtiéndose en el héroe del mismo, al marcar un gol y dar una asistencia. Alcanzó los 150 encuentros en la competición en mayo de 2025, cuando ya era el capitán del equipo, unas semanas antes de ser traspasado al AFC Bournemouth.

## Selección nacional
Fue internacional sub-18, sub-19 y sub-21 con la selección de fútbol de Francia. El 25 de septiembre de 2022 debutó con la absoluta en un partido de la Liga de Naciones de la UEFA 2022-23 que perdieron por dos a cero ante Dinamarca.

## Clubes
| Club                   | País       | Año       |
| ---------------------- | ---------- | --------- |
| Stade Rennais F. C. II | Francia    | 2018-2020 |
| Stade Rennais F. C.    | Francia    | 2020-2025 |
| AFC Bournemouth        | Inglaterra | 2025-act. |